# ويليام إل. سكوت
ويليام إل. سكوت (بالإنجليزية: William L. Scott)‏ هو محامي وسياسي أمريكي، ولد في 1 يوليو 1915 في ويليامزبرغ في الولايات المتحدة، وتوفي في 14 فبراير 1997 في الولايات المتحدة بسبب مرض آلزهايمر. حزبياً، نشط في الحزب الجمهوري. وقد انتخب عضو مجلس نواب الولايات المتحدة عن ولاية فرجينيا وانتخب عضو مجلس النواب الأمريكي وانتخب عضو مجلس الشيوخ الأمريكي.